# Деревообробна промисловість
Деревообробна промисловість — галузь лісової промисловості, що здійснює механічну і хіміко-механічну обробку, переробку деревини і що використовує, як сировину для свого виробництва різні лісоматеріали.

## Структура
У складі деревообробної промисловості виділяють три групи виробництв:
- перша — виробництва, які здійснюють первинну обробку деревини (лісопильне, шпалопильне);
- друга — вторинна обробка деревини (паркетне, фанерне, меблеве, деревинностружкових плит, сірників, стандартних будинків і деталей тощо);
- третя — хіміко-механічна переробка деревини (деревинноволокнистих плит, деревинних пластиків).

Особливе місце тут належить виробництву деревинностружкових і деревинноволокнистих плит, що дає змогу ефективно використовувати відходи лісопиляння та інших деревообробних виробництв, отримуючи продукцію, яка має підвищений попит і є основним матеріалом для розвитку меблевої промисловості.
Виробництво деревинностружкових і деревиннволокнистих плит динамічно розвивається. З 1980 по 1995 рік виробництво деревинностружкових плит в Україні збільшилось в 2,3 раза, деревинноволокнистих плит — у 3,1 раза.
Деревообробна промисловість є важливою галуззю лісового комплексу. Її підприємства виготовляють головним чином товари народного споживання. Однак значна частина продукції деревообробної промисловості споживається в народному господарстві як предмети та знаряддя праці. Продукцію деревообробної промисловості використовують будівельна індустрія, транспорт, сільське господарство, майже всі галузі промисловості.

## Стан галузі у 2011 р.

### Підсумки роботи галузі у 2011 р.
Порівняно з 2010 роком торік галузь продемонструвала зростання на 8,5 %. Для порівняння, у 2010 році відсоток зростання склав 8,7 %.
У році, що минув, найактивніше зростання порівняно з попереднім роком продемонструвало виробництво вікон, дверей та рами і порогів. Їхній показник сягає 17,6 %. За ним йде фанера клеєна (10,8 %), яку майже наздоганяють за показниками плити деревостружкові необроблені (10 %). Значно відстає у зростанні обсягів виробництва деревина, уздовж розпиляна чи розколота, завтовшки понад 6 мм, — лише 4 % приросту у 2011 році порівняно з минулим.

### Інвестиції зовнішньоекономічної діяльності у 2011 р.

##### Прямі іноземні інвестиції
У 2011 р. в економіку України іноземні інвестори вклали $6473,1 млн прямих інвестицій (акціонерного капіталу).
Станом на 31 грудня 2011 року у деревообробну галузь («Оброблення деревини та виробництво виробів із деревини, крім меблів») залучено $301,4 млн, що становить 0,6 % загальної суми ПІІ. Протягом 2011 року баланс ПІІ в деревообробну промисловість України сягнув $16,94 млн. Докладний аналіз свідчить, що протягом минулого року по багатьох країнах відбувався відтік інвестицій з деревообробної галузі України (рис. 1).
Найбільше коштів у деревообробну промисловість України в 2011 році інвестували Швейцарія — $17,5 млн, Кіпр — $13,6 млн та Німеччина — $1,8 млн (рис. 2).
За період незалежності найбільше прямих іноземних інвестицій в деревообробну галузь України надійшло від таких країн: Кіпр — $83,1 млн (27,6 % загального обсягу ПІІ у цю галузь), Швейцарія — $67,2 млн (22,3 %), Італія — $23,2 млн (7,7 %), Нідерланди — $19,3 млн (6,4 %), Велика Британія — $13,3 млн (4,4 %), Німеччина — $12,8 млн (4,2 %), Данія — $10,1 млн (3,3 %).

##### Капітальні інвестиції

Рис. 1 Капітальні інвестиції в деревообробну галузь за регіонами у 2011 р. (без Житомирської області), млн грн

За інформацією державної служби статистики України, у 2011 році капітальні інвестиції в деревообробну галузь становили 1945,4 млн грн. — 0,8 % загального обсягу інвестицій в основний капітал.
Деревообробна галузь, або згідно з КВЕД «Оброблення деревини та виробництво виробів з деревини, крім меблів», належить до переробної промисловості. На деревообробну галузь припадає 4,71 % вкладених у переробну промисловість капітальних інвестицій (2,25 % загального обсягу капітальних інвестицій у промислову діяльність).
Абсолютним торішнім лідером серед регіонів України за обсягом капітальних інвестицій є Житомирська область — 1208,97 млн грн., або 62,14 % загального обсягу капітальних інвестицій у деревообробну галузь. Наступним за кількістю капітальних інвестицій у деревообробну галузь регіоном є Львівська область — 316,49 млн грн., або 16,27 % (рис. 1).
.
55,03 % капітальних інвестицій у промисловість у Житомирській області припадають на деревообробну галузь. Якщо ж порівнювати капітальні інвестиції Житомирщини в деревообробну галузь та переробну промисловість, то частка першої в другій становить 62,56 %.
Після Житомирської області за часткою капітальних інвестицій у деревообробну галузь (до сумарних інвестицій у промислову діяльність) є Львівська та Волинська області — відповідно 13,0 та 10,77 %.
Порівняно із 2010 роком у 2011-му кількість капітальних інвестицій у деревообробну галузь Житомирщини зменшилася на 19,75 %. Найбільшого зниження капітальних інвестицій у 2011 році (без урахування Херсонської та Запорізької областей і м. Севастополь, дані по яких відповідно до Закону України «Про державну статистику» належать до конфіденційної інформації) зазнала Харківська обл. — 77,14 %. Значного зменшення інвестицій у деревообробну галузь минулого року зазнав і регіон, який входить до п'ятірки лідерів за обсягами капітальних інвестицій у цю галузь. Це Івано-Франківщина, а зменшення інвестицій у 2011 році становило 54,52 % (рис. 2).
Окрім вищезгаданих, до регіонів, у яких порівняно із 2010-м торік відбулося зменшення капітальних інвестицій, належать: Закарпатська область (7,89 %), Рівненська область (21,05 %), Вінницька область (21,44 %), Хмельницька область (25,75 %), м. Київ (26,30 %), Сумська область (27,37 %), Одеська область (29,07 %), Автономна Республіка Крим (35,0 %), Донецька область (46,43 %), Харківська область (77,14 %).
За збільшенням обсягів капітальних інвестицій у деревообробну галузь у 2011 році лідером серед регіонів є Львівська область, інвестиції в якій, порівняно з 2010-м зросли на 1086,99 %. Друге місце посідає Тернопільщина — 705,68 %, а третє, з показником 664,18 %, займає Дніпропетровщина. Найменший відсоток збільшення капітальних інвестицій у деревообробну галузь у 2011 році зафіксований у Полтавській обл. — 48,39 %.
Упродовж останнього десятиліття сума капітальних інвестицій у деревообробну галузь щороку збільшувалася. Виняток становить період початку світової фінансово-економічної кризи — 2008 рік. Тоді обсяги інвестицій зменшилися на 20,4 %, порівняно з 2007 роком.

### Підсумки роботи за чотири місяці 2012 р.
Згідно з оприлюдненими даними індекс виробництва промислової продукції в галузі оброблення деревини та виробництва виробів із деревини, крім меблів, за січень-квітень 2012 року, порівняно з аналогічним торішнім періодом, становив 95,0 %. Порівняно з попереднім місяцем обсяг виробництва продукції деревообробної галузі в квітні 2012 року зменшився на 0,9 %. Зіставивши квітень 2012 року з квітнем 2011-го, бачимо: зменшення обсягів виробництва становить лише 0,1 %.
Згідно з даними звіту статистичного відомства позитивну динаміку демонструє лише фанерне виробництво — порівняно з минулим роком приріст обсягів виробництва дорівнює 3,2 %. Загалом за січень-квітень вітчизняні підприємства виготовили 51,2 тис. м3 фанери клеєної.
Зменшення обсягів виробництва «плит деревостружкових необроблених» — 5,9 %, «деревини, уздовж розпиляної чи розколотої, завтовшки понад 6 мм» — 9,8 %, «вікон, дверей, їх рам та порогів, дерев'яних» — 15,7 %.